# Le ciel et la boue
Le ciel et la boue è un documentario del 1961 diretto da Pierre-Dominique Gaisseau vincitore del premio Oscar al miglior documentario.

## Riconoscimenti
- Premi Oscar 1962 - Premio Oscar
  - Miglior documentario